# Kyjevská opevněná oblast

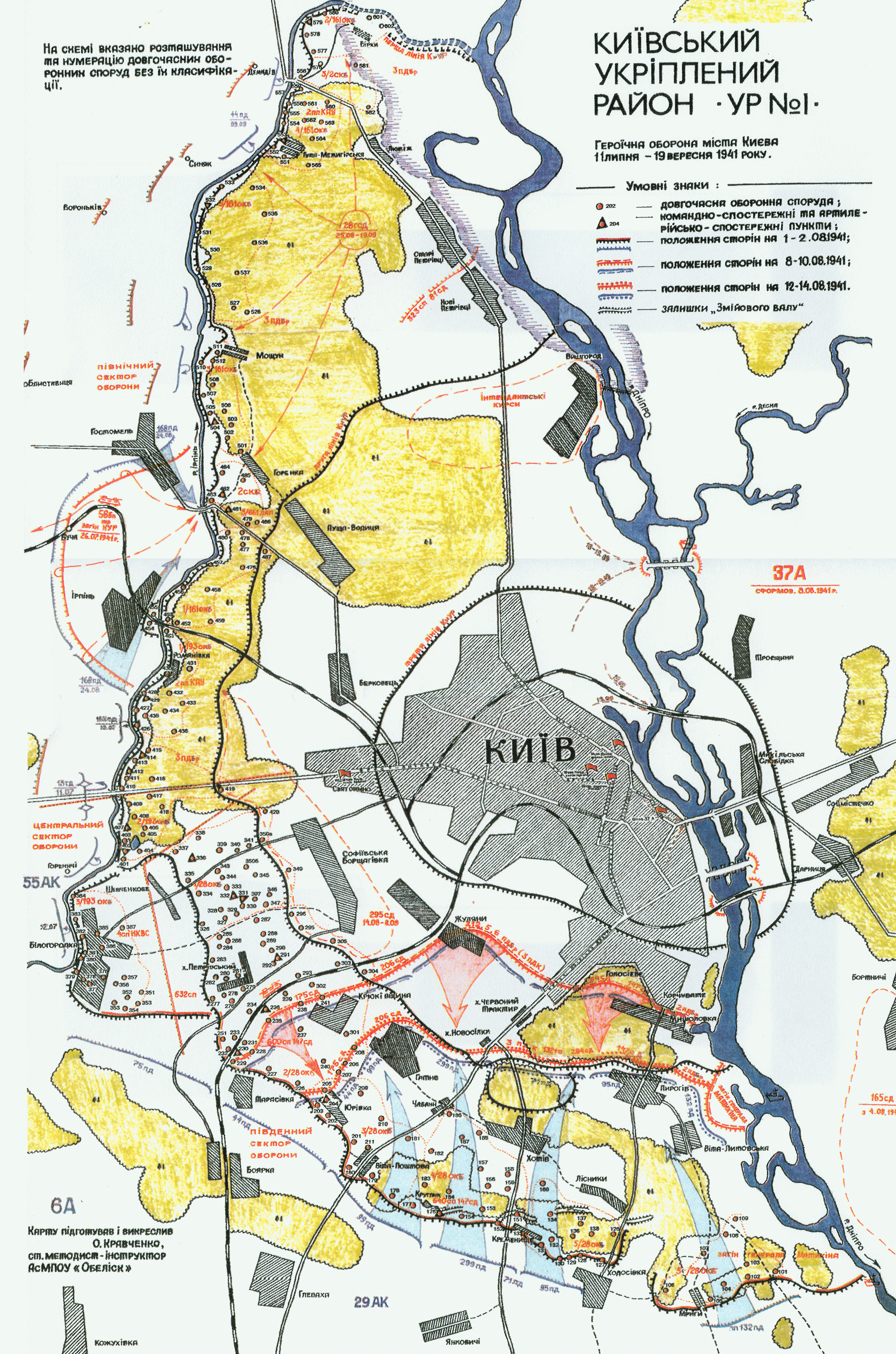

Kyjevská opevněná oblast (rusky КиУР, УР-1, 1-й укреплённый район, 1-й укрепрайон) je opevněný region v oblasti Kyjeva na Ukrajině, jde o komplex obranných a ženijních staveb. Postaven byl v letech 1929 až 1941 na ochranu staré hranice SSSR. Celková délka opevněné oblasti je asi 85 km, jeho křídla se opírají o Dněpr, a hloubka obranného pásma se pohybuje od 1 do 6 km.
Opevnění mělo významný vliv v bojích o obranu města v roce 1941.